# Зеленопідська селищна територіальна громада
Зеленопідська селищна громада — територіальна громада в Україні, в Каховському районі Херсонської області. Адміністративний центр — селище Зелений Під.
Площа громади — 268,95 км², населення — 4554 мешканці (2017).
Утворена 2 серпня 2016 року шляхом об'єднання Дмитрівської, Слобідської та Червоноперекопської сільських рад Каховського району.

## Населені пункти
До складу громади входять 5 селищ (Зелена Рубанівка, Зелений Під, Слиненка, Сокирки, Федорівка) і 11 сіл: Архангельська Слобода, Богданівка, Діброва, Дмитрівка, Калинівка, Костогризове, Наталівка, Петропавлівка, Подівка, Просторе та Семенівка.